# Nel tunnel
Nel tunnel (titolo originale Svinen) è un romanzo giallo dello scrittore svedese Carl-Johan Vallgren pubblicato in Svezia nel 2015.
È il secondo libro della serie che ha per protagonista l'ex interprete e traduttore del governo svedese Danny Katz.
La prima edizione del romanzo è stata pubblicata nell'anno 2016 da Marsilio.

## Edizioni
- Carl-Johan Vallgren, Nel tunnel, traduzione di Laura Cangemi, Marsilio, 2016. ISBN 978-88-317-2499-9.